# Firefox (Roman)
Firefox ist ein 1977 erschienener Thriller des Autors Craig Thomas um einen experimentellen sowjetischen Düsenjäger namens MiG-31 Firefox. Dieser wäre westlichen Kampfflugzeugen bei weitem überlegen, da er unter anderem mit einer Höchstgeschwindigkeit von Mach 5 (Hyperschallgeschwindigkeit), einem gedankengesteuerten Abschusssystem für die Bordwaffen und Stealth-Fähigkeiten über Eigenschaften verfügt, welche sich zum Zeitpunkt der Handlung für Kampfflugzeuge der NATO noch nicht einmal im Entwicklungsstadium befinden.
In einer gemeinsam von CIA und MI6 geplanten und durchgeführten Geheimaktion wird der US-amerikanische Kampfpilot Mitchell Gant in die Sowjetunion eingeschleust, um den Firefox zu stehlen und in den Westen zu überführen. Neben dem Problem, der Verfolgung durch den sowjetischen Geheimdienst KGB zu entkommen, erschweren Gant unter anderem Flashbacks aus seiner Dienstzeit im Vietnamkrieg und seiner Gefangennahme durch den Viet Cong immer wieder die Ausführung seines Auftrags.
Der Roman wurde 1982 unter anderem mit Clint Eastwood in der Rolle des Mitchell Gant und Klaus Löwitsch als sowjetischer General Vladimirov unter dem Titel Firefox verfilmt.
„Firefox“ ist ein zwar möglicher, aber fiktiver NATO-Codename, die tatsächlich existierende und 1981 in Dienst gestellte MiG-31 trägt den Codenamen Foxhound und unterscheidet sich weitgehend von der fiktiven Mig-31.
Es gibt ein Buch als Fortsetzung, das Firefox Down heißt. In dieser Fortsetzung wird klar, dass es den Sowjets doch noch gelang, die Firefox zur Notlandung zu zwingen. Gant landet das Flugzeug in Finnland auf einem zugefrorenen See und entkommt, kurz bevor das Flugzeug einbricht und versinkt. Gant kann sich zu seinen Leuten durchschlagen, und die Firefox wird geborgen, im Eilverfahren getrocknet und provisorisch startbereit gemacht. Gant schafft es mit Glück und Mühe, den Flieger in den NATO-Luftraum zu bringen, von da ab wird er von britischen Tornados eskortiert.

## Ausgaben
- Originalausgabe: Harper & Row, New York 1977, ISBN 0-06-100051-5.
- Deutsche Ausgabe: Heyne, München 2001, ISBN 3-453-18017-8.